# Луна (комуна)
Луна (рум. Luna) — комуна у повіті Клуж в Румунії. До складу комуни входять такі села (дані про населення за 2002 рік):
- Глігорешть (575 осіб)
- Луна (2421 особа)
- Лункань (1454 особи)

Комуна розташована на відстані 285 км на північний захід від Бухареста, 38 км на південний схід від Клуж-Напоки.

## Населення
За даними перепису населення 2002 року у комуні проживали 4450 осіб.
Національний склад населення комуни:
| Національність   | Кількість осіб | Відсоток |
| ---------------- | -------------- | -------- |
| румуни           | 3835           | 86,2%    |
| угорці           | 456            | 10,2%    |
| цигани           | 155            | 3,5%     |
| німці            | 2              | < 0,1%   |
| росіяни-липовани | 1              | < 0,1%   |

Рідною мовою назвали:
| Мова      | Кількість осіб | Відсоток |
| --------- | -------------- | -------- |
| румунська | 3985           | 89,6%    |
| угорська  | 447            | 10,0%    |
| циганська | 16             | 0,4%     |
| німецька  | 1              | < 0,1%   |
| російська | 1              | < 0,1%   |

Склад населення комуни за віросповіданням:
| Релігія        | Кількість осіб | Відсоток |
| -------------- | -------------- | -------- |
| православні    | 3582           | 80,5%    |
| реформати      | 468            | 10,5%    |
| п'ятдесятники  | 201            | 4,5%     |
| баптисти       | 35             | 0,8%     |
| греко-католики | 29             | 0,7%     |
| римо-католики  | 18             | 0,4%     |
| адвентисти     | 3              | 0,1%     |
| не релігійні   | 3              | 0,1%     |
| унітарії       | 1              | < 0,1%   |
| старообрядці   | 1              | < 0,1%   |
| атеїсти        | 1              | < 0,1%   |